# AMK (banda)
AMK o Adam Met Karl, fue una banda musical de Hong Kong desde 1989 hasta 1996. Adam y Karl, era la combinación de dos nombres famosos conocidos para bautizar a la banda como de  Adam Smith y Karl Marx. Sus canciones contenían melodías rítmicas y movidas, con letras inspiradas en temas políticos y sobre la vida ordinaria de la ciudad de Hong Kong, a menudo que era de una representación humorística y satírica. 
En 2006, un álbum recopilatorio, de AMK, fue lanzado por el sello discográfico de "Harbour Records" como un tributo a la banda. Sus canciones fueron interpretadas en diversos actos como False Alarm, Fruitpunch y 22 Cats.
Uno de sus logros más notables fue su canción "One Person Playing Two Roles" o "Una persona de dos papeles" (一 人 分 飾 兩角) escrita por Wyman Wong, que fue grabado por Faye Wong en 1995 y utilizado como el tema musical para una radionovela.
- Datos: Q4652661